# Uleanivka, Bratske
Uleanivka (în ucraineană Улянівка) este localitatea de reședință a comunei Uleanivka din raionul Bratske, regiunea Mîkolaiiv, Ucraina.

## Demografie
Componența lingvistică a localității Uleanivka
     Ucraineană (95,91%)
     Rusă (2,92%)
     Română (1,17%)
Conform recensământului din 2001, majoritatea populației localității Uleanivka era vorbitoare de ucraineană (95,91%), existând în minoritate și vorbitori de rusă (2,92%) și română (1,17%).